# 힘찬
힘찬(본명: 김힘찬, 1990년 4월 19일 ~ )은 과거 대한민국 보이 그룹 B.A.P의 서브보컬을 맡았었다. 성추행 논란으로 현재, 소송중이다.

## 학력
- 충암초등학교
- 국립국악중학교
- 국립국악고등학교
- 한국예술종합학교 국악과

## 사건 및 사고

### 성추행 논란
2018년 7월 4일 김힘찬은 경기 남양주의 한 펜션에서 새벽 시간에 20대 여성 A씨를 강제로 추행한 혐의로 2019년 4월 재판에 넘겨졌다. 사건 당시 펜션에는 힘찬과 지인 등 남성 3명과 여성 3명이 술자리를 하고 있었고, A씨의 신고로 경찰관들이 현장에 출동했다.

그 후 2021년 2월 24일 1심에서 징역형의 실형을 선고받았다.
서울중앙지법 정성완 부장판사는 2월 24일 김힘찬에게 징역 10개월을 선고하고 40시간의 성폭력 치료 프로그램 이수 명령을 내렸다. 재판부는 "증거들에 의하면 피해자의 진술에 충분히 신빙성이 있고 공소사실을 뒷받침한다"며 "죄질이 좋지 않고 피해자로부터 용서받지 못한 점을 고려해 형을 정했다"고 설명했다. 다만 재판부는 "피해자에게 용서받을 수 있도록 노력할 기회를 부여한다"며 김힘찬을 법정에서 구속하지는 않았다.

### 음주운전 논란
김힘찬은 2020년 10월 26일 오후 11시 30분경 서울 강남 도산대로 학동사거리 인근에서 음주운전 도중 가드레일을 들이받았다. 당시 김힘찬의 혈중알코올농도는 면허 취소 수준(0.08% 이상)이었다. 다행히 인명 피해는 발생하지 않았다.